# Batalha (freguesia)
Pour les articles homonymes, voir Batalha.
Batalha est une freguesia portugaise située dans le District de Leiria.
Avec une superficie de 29,84 km2 et une population de 7 522 habitants (2001), la paroisse possède une densité de 252,1 hab/km2.